# Rimantadin
Rimantadín je protivirusno zdravilo, ki se uporablja za preprečevanje influence A.

## Mehanizem delovanja
Rimatadin, podobno kot amantadin, je zaviralec ionskih kanalčkov, ki deluje na beljakovino matriksa M2. Beljakovina M2 je virusna beljakovina, ki tvori ionski kanalček in ima svojo vlogo v začetku virusnega cikla, saj omogoči sprostitev virusne RNK iz virusa, ujetega v celičnem endosomu, in s tem se lahko začne podvojevanje virusa.

## Uporaba
Uporablja se pri zdravljenju in preprečevanju influence A.
Rimantadin in amantadin sta učinkovita v 70 do 90 % pri preprečevanju okužbe z virusom influence A. Poleg zaščite pred gripo
omogočata ob stiku osebe z virusi influence in subklinični okužbi tudi razvoj protiteles in s tem pridobitev imunosti zaščitene osebe. Omenjeni učinkovini tudi ne motita razvoja protiteles po cepljenju proti gripi.

## Neželeni učinki
Rimantadin lahko povzroči neželene učinke na prebavila in osrednje živčevje. Pri odmerku 200 mg/d je poročalo o neželenih učinkih 6 % bolnikov (v primerjavi s 4 % v skupini, ki je prejemala placebo). Med pogostejše neželene učinke sodijo živčnost, omotica, težave z zbranostjo, nespečnost, utrujenost, nerazločno govorjenje, izguba teka, navzeja. Resnejši neželeni učinki na osrednje živčevje zajemajo razdražljivost, zmedenost, depresijo, tresavico, motnje razpoloženja, motena usklajenost gibov (ataksija), težave pri hoji, halucinacije, psihoze in koma. Za razvoj neželenih učinkov na živčevje je manjše kot pri amantadinu.